# Cedreno
Cedreno es un sesquiterpeno encontrado en el aceite esencial de cedro. Hay dos isómeros de cedreno, (−)-α-cedreno y (+)-β-cedreno, que difieren en la posición de un doble enlace.